# Estamos em Casa
Estamos em Casa é um talk show português, emitido nas tardes de sábado da SIC. Atualmente, é apresentado por Andreia Rodrigues.
A 7 de janeiro, durante a apresentação da nova grelha de programação do canal para 2025, foi anunciado o regresso do formato, desta feita nas tardes de sábado, e com uma apresentadora fixa: Andreia Rodrigues.

Inicialmente, o estúdio do programa era o do talk-show matinal Casa Feliz. A partir de 8 de março de 2025 passou a ser o do Júlia, com pequenos ajustes na decoração habitual do espaço.
A partir de 24 de maio de 2025, o programa passou a contar com um segmento de reportagem, conduzido por José Figueiras e Ana Marques, onde os próprios vão visitar a terra de um artista português por semana. As peças foram emitidas originalmente no Alô Portugal.

## Formato

### 2021-2022
“Estamos em Casa” é o novo programa dos sábados de manhã da SIC, que pretende abrir as portas da Casa Feliz, sempre com um novo anfitrião.
A cada semana, um apresentador diferente dá as boas vindas e leva até aos espetadores os melhores convidados, a melhor música e a maior diversão, numa manhã recheada de surpresas e partilha.
A versão inicial do programa, emitido nas manhãs de sábado, estreou a 9 de janeiro de 2021 e terminou a 9 de abril de 2022.
Com a estreia de "Caixa Mágica" nas tardes de sábado da SIC, Alô Marco Paulo passa a ser exibido da parte da manhã, substituindo o "Estamos em Casa", que chega ao fim, precisamente, um ano e três meses após ter estreado.
No domingo dia 19 de junho de 2022, o programa regressou para uma emissão especial, apresentada por Alexandra Lencastre, e estreou-se nas manhãs de domingo do canal.

## Apresentadores

#### 2021
| Apresentador            | Dia                     |
| ----------------------- | ----------------------- |
| Bárbara Guimarães       | 9 de janeiro de 2021    |
| Carolina Patrocínio     | 16 de janeiro de 2021   |
| Sara Matos              | 23 de janeiro de 2021   |
| Alexandra Lencastre     | 30 de janeiro de 2021   |
| Carolina Loureiro       | 6 de fevereiro de 2021  |
| Ricardo Pereira         | 13 de fevereiro de 2021 |
| Maria João Abreu        | 20 de fevereiro de 2021 |
| Dânia Neto              | 20 de fevereiro de 2021 |
| Jorge Corrula           | 20 de fevereiro de 2021 |
| José Raposo             | 20 de fevereiro de 2021 |
| Carolina Carvalho       | 27 de fevereiro de 2021 |
| Mariana Monteiro        | 6 de março de 2021      |
| Dr. Almeida Nunes       | 13 de março de 2021     |
| Rúben Pacheco Correia   | 20 de março de 2021     |
| Renato Godinho          | 27 de março de 2021     |
| Filipa Nascimento       | 3 de abril de 2021      |
| Padre Borga             | 10 de abril de 2021     |
| Cláudia Vieira          | 17 de abril de 2021     |
| Filipa Areosa           | 24 de abril de 2021     |
| Maria João Bastos       | 1 de maio de 2021       |
| Hernâni Carvalho        | 8 de maio de 2021       |
| Melânia Gomes           | 15 de maio de 2021      |
| Cláudia Borges          | 22 de maio de 2021      |
| Joana Aguiar            | 29 de maio de 2021      |
| Júlia Palha             | 5 de junho de 2021      |
| Andreia Rodrigues       | 12 de junho de 2021     |
| Carla Andrino           | 19 de junho de 2021     |
| Emanuel                 | 26 de junho de 2021     |
| Bárbara Norton de Matos | 3 de julho de 2021      |
| Luísa Villar            | 10 de julho de 2021     |
| João Paulo Sousa        | 17 de julho de 2021     |
| Mariana Pacheco         | 24 de julho de 2021     |
| Fernando Rocha          | 31 de julho de 2021     |
| Iva Lamarão             | 7 de agosto de 2021     |
| Diana Chaves            | 14 de agosto de 2021    |
| Liliana Campos          | 21 de agosto de 2021    |
| Rui Unas                | 28 de agosto de 2021    |
| Miguel Costa            | 4 de setembro de 2021   |
| João Manzarra           | 11 de setembro de 2021  |
| Sofia Cerveira          | 18 de setembro de 2021  |
| Jessica Athayde         | 25 de setembro de 2021  |
| Júlia Pinheiro          | 2 de outubro de 2021    |
| Ana Marta Ferreira      | 9 de outubro de 2021    |
| Tiago Aldeia            | 16 de outubro de 2021   |
| Noémia Costa            | 23 de outubro de 2021   |
| Ana Patrícia Carvalho   | 30 de outubro de 2021   |
| Sofia Arruda            | 6 de novembro de 2021   |
| Jani Gabriel            | 13 de novembro de 2021  |
| Vera Moura              | 20 de novembro de 2021  |
| João Moleira            | 27 de novembro de 2021  |
| José Figueiras          | 4 de dezembro de 2021   |
| Débora Monteiro         | 11 de dezembro de 2021  |
| Pedro Granger           | 18 de dezembro de 2021  |

#### 2022
| Apresentador/es      | Dia                     |
| -------------------- | ----------------------- |
| Fátima Lopes         | 8 de janeiro de 2022    |
| Bárbara Guimarães    | 15 de janeiro de 2022   |
| Cecília Henriques    | 22 de janeiro de 2022   |
| Rita Neves           | 22 de janeiro de 2022   |
| Luciana Abreu        | 29 de janeiro de 2022   |
| João Baião           | 5 de fevereiro de 2022  |
| Andreia Rodrigues    | 12 de fevereiro de 2022 |
| César Mourão         | 19 de fevereiro de 2022 |
| Carolina Patrocínio  | 26 de fevereiro de 2022 |
| Cláudia Borges       | 26 de fevereiro de 2022 |
| Iva Lamarão          | 26 de fevereiro de 2022 |
| Jani Gabriel         | 26 de fevereiro de 2022 |
| Raquel Sampaio       | 26 de fevereiro de 2022 |
| Dr. Almeida Nunes    | 5 de março de 2022      |
| Bruno Cabrerizo      | 12 de março de 2022     |
| João Paulo Sousa     | 19 de março de 2022     |
| Jorge Corrula        | 26 de março de 2022     |
| Lourenço Ortigão     | 2 de abril de 2022      |
| Ana Galvão           | 9 de abril de 2022      |
| Inês Lopes Gonçalves | 9 de abril de 2022      |
| Joana Marques        | 9 de abril de 2022      |
| Alexandra Lencastre  | 19 de junho de 2022     |

| Apresentadoras do passatempo | Anos             |
| ---------------------------- | ---------------- |
| Maria Dominguez              | 2021 - 2022      |
| Iva Lamarão                  | 2021; substituta |
| Cláudia Borges               | 2021; substituta |

#### 2025
| Apresentadora fixa | Ano             |
| ------------------ | --------------- |
| Andreia Rodrigues  | 2025 - presente |

## Audiências
| #     | Data       | Audiências | Audiências | Audiências              | Ref.   |
| #     | Data       | Rating     | Share      | Espectadores            | Ref.   |
| ----- | ---------- | ---------- | ---------- | ----------------------- | ------ |
| 1     | 9/1/2021   | 2.3        | 13%        | 219 000                 | [ 5 ]  |
| 2     | 16/1/2021  | 2.2        | 11%        | 204 200                 | [ 6 ]  |
| 3     | 23/1/2021  | 3.5        | 15.2%      | 332 900                 | [ 7 ]  |
| 4     | 30/1/2021  | 2.7        | 12.7%      | 256 300                 | [ 8 ]  |
| 5     | 6/2/2021   | 2.8        | 13%        | 261 000                 | [ 9 ]  |
| 6     | 13/2/2021  | 3.1        | 16.3%      | 297 400                 | [ 10 ] |
| 7     | 20/2/2021  | 3.4        | 15.3%      | 323 000                 | [ 11 ] |
| 8     | 27/2/2021  | 3.2        | 18.1%      | 305 900                 | [ 12 ] |
| 9     | 6/3/2021   | 3.4        | 17.9%      | 320 000                 | [ 13 ] |
| 10    | 13/3/2021  | 3.2        | 17.5%      | 301 000                 | [ 14 ] |
| 11    | 20/3/2021  | 3.1        | 16.2%      | 296 100                 | [ 15 ] |
| 12    | 27/3/2021  | 2.6        | 13.3%      | 247 000                 | [ 16 ] |
| 13    | 3/4/2021   | 2.8        | 14.5%      | 266 400                 | [ 17 ] |
| 14    | 10/4/2021  | 2.5        | 12.7%      | 234.100                 | [ 18 ] |
| 15    | 17/4/2021  | 2.9        | 15.8%      | 271 700                 | [ 19 ] |
| 16    | 24/4/2021  | 2.1        | 11.8%      | 203 000                 | [ 20 ] |
| 17    | 1/5/2021   | 2.3        | 13.2%      | 218 000                 | [ 21 ] |
| 18    | 8/5/2021   | 2.0        | 12.5%      | 193 900                 | [ 22 ] |
| 19    | 15/5/2021  | 2.9        | 14.8%      | (sem dados disponíveis) | [ 23 ] |
| 20    | 22/5/2021  | 2.5        | 13.6%      | 232.500                 | [ 24 ] |
| 21    | 29/5/2021  | 2.5        | 15.0%      | 239.600                 | [ 25 ] |
| 22    | 5/6/2021   | 2.3        | 13.8%      | 214.000                 | [ 26 ] |
| 23    | 12/6/2021  | 2.3        | 14.3%      | 222.200                 | [ 27 ] |
| 24    | 19/6/2021  | 2.3        | 13.1%      | 217.000                 | [ 28 ] |
| 25    | 26/6/2021  | 2.9        | 16.7%      | 273.500                 | [ 29 ] |
| 26    | 3/7/2021   | 2.3        | 13.1%      | 222.000                 | [ 30 ] |
| 27    | 10/7/2021  | 2.0        | 12.1%      | 191 500                 | [ 31 ] |
| 28    | 17/7/2021  | 2.8        | 16.3%      | 262 400                 | [ 32 ] |
| 29    | 24/7/2021  | 1.8        | 11.6%      | 174 100                 | [ 33 ] |
| 30    | 31/7/2021  | 2.7        | 16.3%      | 254 100                 | [ 34 ] |
| 31    | 7/8/2021   | 2.2        | 13.5%      | 212 800                 | [ 35 ] |
| 32    | 14/8/2021  | 2.6        | 15.3%      | 241 600                 | [ 36 ] |
| 33    | 21/8/2021  | 2.2        | 13%        | 204 400                 | [ 37 ] |
| 34    | 28/8/2021  | 2.0        | 11.7%      | 186 100                 | [ 38 ] |
| 35    | 4/9/2021   | _          | _          | _                       | _      |
| 36    | 11/9/2021  | 1.5        | 9.5%       | 138 500                 | [ 39 ] |
| 37    | 18/9/2021  | 2.1        | 12.2%      | 195 700                 | [ 40 ] |
| 38    | 25/9/2021  | 2.5        | 12.5%      | 238 300                 | [ 41 ] |
| 39    | 2/10/2021  | 2.2        | 13.4%      | 212 400                 | [ 42 ] |
| 40    | 9/10/2021  | 2.0        | 11.7%      | 184 900                 | [ 43 ] |
| 41    | 16/10/2021 | 2.4        | 13.2%      | 222 500                 | [ 44 ] |
| 42    | 23/10/2021 | _          | _          | _                       | _      |
| 43    | 30/10/2021 | 2.0        | 10.6%      | 191 000                 | [ 45 ] |
| 44    | 6/11/2021  | 2.1        | 11.9%      | 194 800                 | [ 46 ] |
| 45    | 13/11/2021 | 1.8        | 10.7%      | 168.500                 | [ 47 ] |
| 46    | 20/11/2021 | 1.9        | 10.4%      | 175.300                 | [ 48 ] |
| 47    | 27/11/2021 | 2.0        | 11.5%      | 193 400                 | [ 49 ] |
| Total | Total      | ...        | ...        | ...                     | ...    |

|  | Episódio com menos rating, share e/ou espectadores |
|  | Episódio com mais rating, share e/ou espectadores  |